# Tournoi asiatique des Cinq Nations de rugby à XV 2008
Navigation
Tournoi 2009
Le Tournoi asiatique des Cinq Nations 2008 est la première édition du Tournoi asiatique des Cinq Nations, compétition annuelle de rugby à XV qui voit s'affronter les nations membres de l'Asian Rugby Football Union. Il est découpé en six compétitions distinctes qui se déroulent du 26 avril au 15 novembre dans plusieurs villes du continent asiatique. Le Japon remporte le championnat Élite, baptisé également Top 5.

## Participants
21 équipes participent à cette édition. La Chine n'a pas pu participer à la Division 1 en raison d'un problème de visas. Le tournoi régional qui devait se disputer entre Macau, le Qatar et la Mongolie a finalement été annulé.
| Top 5 - Japon - Corée du Sud - Hong Kong - Kazakhstan - Golfe Persique | Division 1 - Singapour - Taipei chinois - Sri Lanka | Division 2 - Thaïlande - Malaisie - Inde - Pakistan |

| Régionale 1 - Indonésie - Laos - Cambodge | Régionale 2 - Philippines - Guam - Brunei | Régionale 3 - Iran - Ouzbékistan - Kirghizistan |

## Top 5

### Classement
| Rang | Nation         | J | V | N | D | Bo | Bd | Pm  | Pe  | Diff | Pts |
| ---- | -------------- | - | - | - | - | -- | -- | --- | --- | ---- | --- |
| 1    | Japon (T)      | 4 | 4 | 0 | 0 | 4  | 0  | 310 | 58  | +252 | 24  |
| 2    | Corée du Sud   | 4 | 3 | 0 | 1 | 3  | 0  | 150 | 104 | +46  | 18  |
| 3    | Hong Kong      | 4 | 2 | 0 | 2 | 1  | 0  | 96  | 154 | -58  | 11  |
| 4    | Kazakhstan     | 4 | 1 | 0 | 3 | 1  | 1  | 100 | 172 | -72  | 7   |
| 5    | Golfe Persique | 4 | 0 | 0 | 4 | 1  | 0  | 65  | 233 | -168 | 1   |

|  | Vainqueur du tournoi (no 1).                      |
|  | Relégué en Division 1 pour le tournoi 2009 (no 5) |

Attribution des points : Cinq points sont attribués pour une victoire, trois points pour un match nul, aucun point en cas de défaite. Un point de bonus est accordé à l'équipe qui marque au moins quatre essais ou qui perd par moins de huit points.

### Résultats
Première journée
| Le 26 avril à Incheon | Corée du Sud   | 17 – 39 | Japon     |
| Le 26 avril à Al Ain  | Golfe Persique | 12 – 20 | Hong Kong |

Deuxième journée
| Le 3 mai à Osaka     | Japon     | 114 – 6 | Golfe Persique |
| Le 3 mai à Hong Kong | Hong Kong | 23 – 17 | Kazakhstan     |

Troisième journée
| Le 9 mai à Doha    | Golfe Persique | 20 – 43 | Corée du Sud |
| Le 11 mai à Almaty | Kazakhstan     | 6 – 82  | Japon        |

Quatrième journée
| Le 18 mai à Niigata | Japon        | 75 – 29 | Hong Kong  |
| Le 18 mai à Incheon | Corée du Sud | 40 – 21 | Kazakhstan |

Cinquième journée
| Le 24 mai à Singapour | Kazakhstan | 56 – 27 | Golfe Persique |
| Le 24 mai à Hong Kong | Hong Kong  | 24 – 50 | Corée du Sud   |

## Division 1
Singapour, Taïwan et le Sri Lanka participent à cette compétition, jouée à Tainan. La Chine devait initialement y prendre part également mais un problème de visas l'en a empêchée, elle est donc reléguée en Division 2 pour la saison 2009.
| Rang | Nation         | J | V | N | D | Pm | Pe | Diff | Pts |
| ---- | -------------- | - | - | - | - | -- | -- | ---- | --- |
| 1    | Singapour      | 2 | 1 | 1 | 0 | 43 | 42 | +1   | 5   |
| 2    | Taipei chinois | 2 | 1 | 0 | 1 | 57 | 46 | +11  | 3   |
| 3    | Sri Lanka      | 2 | 0 | 1 | 1 | 43 | 55 | -12  | 1   |

|  | Promu en Top 5 pour l'édition 2009 (no 1). |

| Le 11 novembre | Sri Lanka      | 20 – 20 | Singapour |
| Le 13 novembre | Taipei chinois | 22 – 23 | Singapour |
| Le 15 novembre | Taipei chinois | 35 – 23 | Sri Lanka |

## Division 2
La compétition se joue en matchs à élimination directe. La Thaïlande remporte le tournoi et est promu en Division 1 pour l'édition 2009.
|  | Demi-finales         | Demi-finales         |                        |    | Finale               | Finale               |
|  | Demi-finales         | Demi-finales         |                        |    | Finale               | Finale               |
|  |                      |                      |                        |    |                      |                      |
|  | le 11 juin à Bangkok | le 11 juin à Bangkok |                        |    | le 14 juin à Bangkok | le 14 juin à Bangkok |
|  | le 11 juin à Bangkok | le 11 juin à Bangkok |                        |    | le 14 juin à Bangkok | le 14 juin à Bangkok |
|  | Thaïlande            | 30                   |                        |    | le 14 juin à Bangkok | le 14 juin à Bangkok |
|  | Thaïlande            | 30                   |                        |    | le 14 juin à Bangkok | le 14 juin à Bangkok |
|  | Inde                 | 22                   |                        |    | le 14 juin à Bangkok | le 14 juin à Bangkok |
|  | Inde                 | 22                   | Thaïlande              | 30 |                      |                      |
|  | le 11 juin à Bangkok |                      | Thaïlande              | 30 |                      |                      |
|  |                      | Malaisie             | 7                      |    |                      |                      |
|  | Malaisie             | Malaisie             | 7                      | 30 |                      |                      |
|  | Malaisie             |                      |                        | 30 |                      |                      |
|  | Pakistan             | 5                    |                        |    |                      |                      |
|  | Pakistan             | 5                    | Match pour la 3e place |    |                      |                      |
|  |                      |                      |                        |    |                      |                      |
|  | le 14 juin à Bangkok |                      |                        |    |                      |                      |
|  |                      |                      |                        |    |                      |                      |
|  | Inde                 | 92                   |                        |    |                      |                      |
|  | Inde                 | 92                   |                        |    |                      |                      |
|  | Pakistan             | 0                    |                        |    |                      |                      |
|  | Pakistan             | 0                    |                        |    |                      |                      |

## Divisions régionales

### Régionale 1
La compétition se joue à Jakarta entre le Laos, le Cambodge et l'Indonésie sous la forme d'un championnat.
| Rang | Nation    | J | V | N | D | Pm | Pe | Diff | Pts |
| ---- | --------- | - | - | - | - | -- | -- | ---- | --- |
| 1    | Indonésie | 2 | 2 | 0 | 0 | 78 | 14 | +64  | 4   |
| 2    | Laos      | 2 | 1 | 0 | 1 | 44 | 23 | +21  | 2   |
| 3    | Cambodge  | 2 | 0 | 0 | 2 | 3  | 88 | -85  | 0   |

|  | Vainqueur du tournoi (no 1). |

| Le 12 juillet | Laos      | 33 – 0  | Cambodge |
| Le 15 juillet | Indonésie | 23 – 11 | Laos     |
| Le 18 juillet | Indonésie | 55 – 3  | Cambodge |

### Régionale 2
La compétition se joue à Hagåtña entre les Philippines, Brunei et Guam sous la forme d'un championnat.
| Rang | Nation      | J | V | N | D | Pm  | Pe  | Diff | Pts |
| ---- | ----------- | - | - | - | - | --- | --- | ---- | --- |
| 1    | Philippines | 2 | 2 | 0 | 0 | 121 | 8   | +113 | 4   |
| 2    | Guam        | 2 | 1 | 0 | 1 | 82  | 20  | +62  | 2   |
| 3    | Brunei      | 2 | 0 | 0 | 2 | 0   | 175 | -175 | 0   |

|  | Vainqueur du tournoi (no 1). |

| Le 28 juin   | Guam        | 74 – 0  | Brunei      |
| Le 2 juillet | Philippines | 101 – 0 | Brunei      |
| Le 5 juillet | Guam        | 8 – 20  | Philippines |

### Régionale 3
La compétition se joue à Bichkek entre l'Iran, l'Ouzbékistan et le Kirghizistan sous la forme d'un championnat.
| Rang | Nation       | J | V | N | D | Pm | Pe | Diff | Pts |
| ---- | ------------ | - | - | - | - | -- | -- | ---- | --- |
| 1    | Iran         | 2 | 2 | 0 | 0 | 38 | 22 | +16  | 4   |
| 2    | Ouzbékistan  | 2 | 0 | 1 | 1 | 21 | 23 | -2   | 1   |
| 3    | Kirghizistan | 2 | 0 | 1 | 1 | 31 | 45 | -14  | 1   |

|  | Vainqueur du tournoi (no 1). |

| Le 5 octobre  | Kirghizistan | 16 – 30 | Iran        |
| Le 8 octobre  | Iran         | 8 – 6   | Ouzbékistan |
| Le 10 octobre | Kirghizistan | 15 – 15 | Ouzbékistan |